# Tony Yoka
Tony Victor James Yoka (* 28. dubna 1992 Paříž) je francouzský boxer, vítěz v supertěžké váze na olympijských hrách 2016.
Jeho otec Victor Yoka byl profesionální boxer původem z Konga a také jeho první trenér. Boxu se věnuje také jeho mladší bratr i snoubenka Estelle Mossellyová. Je členem klubu BA Les Muraux.
Vyhrál supertěžkou váhu na Letních olympijských hrách mládeže 2010, na olympiádě 2012 vypadl v prvním kole se Simonem Keanem z Kanady. Získal bronzovou medaili na Evropských hrách 2015 a ve stejném roce se stal amatérským mistrem světa, když ve finále zdolal Ivana Dyčka z Kazachstánu. V olympijském ringu v Rio de Janeiro vyřadil následující soupeře: Clayton Laurent (Americké Panenské ostrovy) 3:0, Hussein Ishaish (Jordánsko) 3:0, Filip Hrgović (Chorvatsko) 2:1 a ve finále porazil Joea Joyceho (Velká Británie) 2:1. Jeho finálové vítězství vyvolalo protesty britské výpravy, podle níž Joyce v zápase jasně dominoval a o vítězství ho připravily chyby bodových rozhodčích.